# Sandsjön (Lenhovda socken, Småland)
Sandsjön är en sjö i Uppvidinge kommun i Småland och ingår i Ronnebyåns huvudavrinningsområde. Sjön är 4 meter djup, har en yta på 2,3 kvadratkilometer och befinner sig 230 meter över havet. Sjön avvattnas av vattendraget Lesseboån (Fagerhultsån). Vid provfiske har abborre, gädda, mört och sik fångats i sjön.

## Delavrinningsområde
Sandsjön ingår i det delavrinningsområde (631055-147115) som SMHI kallar för Utloppet av Sandsjön. Medelhöjden är 245 meter över havet och ytan är 25 kvadratkilometer. Det finns inga avrinningsområden uppströms utan avrinningsområdet är högsta punkten. Lesseboån (Fagerhultsån) som avvattnar avrinningsområdet har biflödesordning 2, vilket innebär att vattnet flödar genom totalt 2 vattendrag innan det når havet efter 107 kilometer. Avrinningsområdet består mestadels av skog (74 procent) och sankmarker (11 procent). Avrinningsområdet har 2,56 kvadratkilometer vattenytor vilket ger det en sjöprocent på 10,3 procent.

## Historia

### Vägershult
Monumentet vid Sandsjön i Vägershult är Sveriges enda monument till minne av andra världskriget. Det var de tyska och österrikiska internerade soldaterna som reste stenen 1945. Soldaterna hade varit internerade på en plats i närheten sedan de hade flytt från kriget i bland annat Norge och Finland.